# Prunus padus
Il pado (Prunus padus L., 1753) è una pianta della famiglia delle Rosacee, noto anche come ciliegio a grappoli.
Molto utilizzato per motivi ornamentali anche nell'arredo urbano per via della sua appariscente fioritura.

## Descrizione

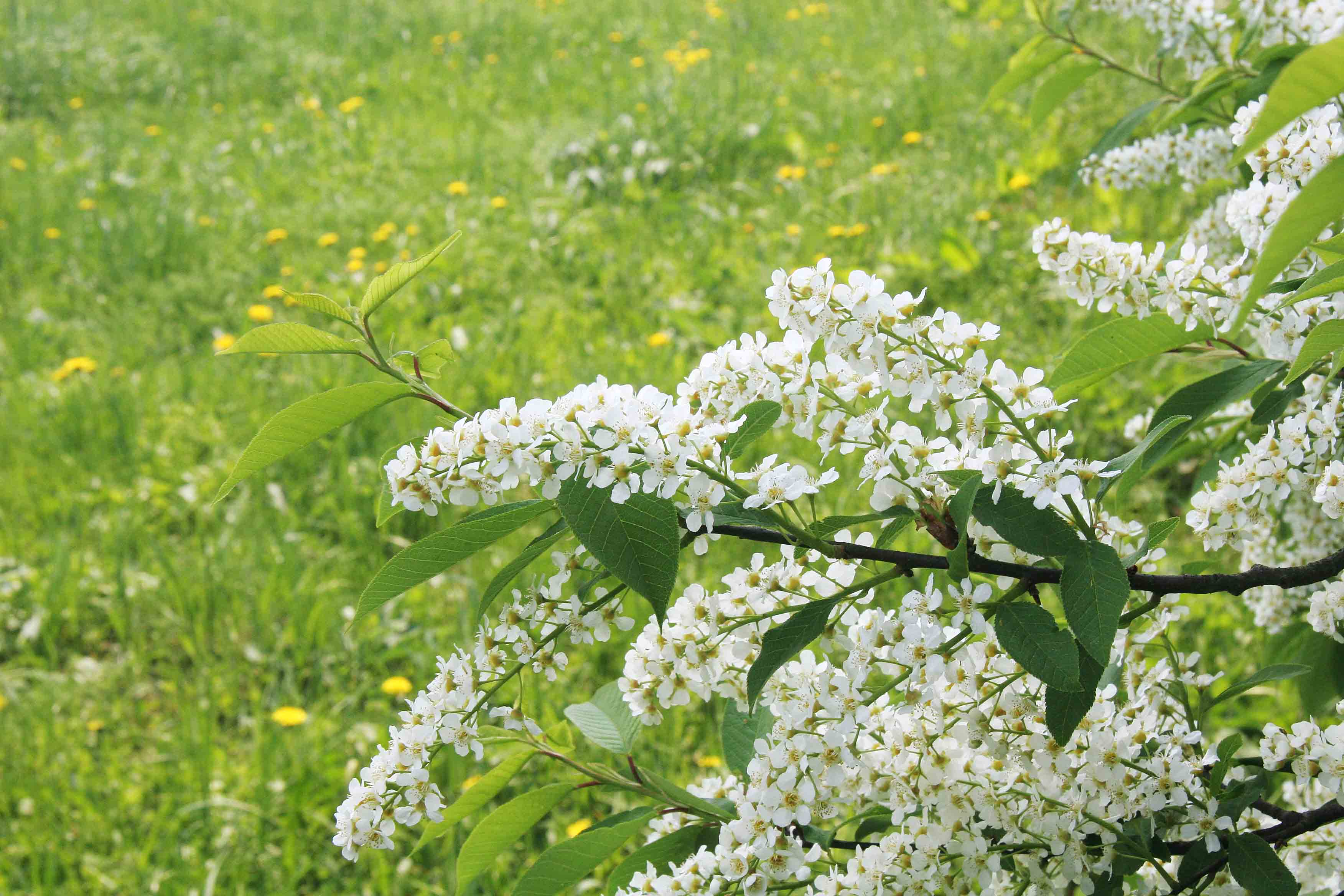
Infiorescenza

### Foglie
Foglie decidue di 5–10 cm, di colore verde chiaro, con margini seghettati. Si dispongono alternamente sul ramo.

### Fiori
I piccoli fiori ermafroditi sbocciano nel periodo tra aprile e maggio, in folti grappoli di colore bianco che pendono dai rametti con un forte profumo di mandorla.

### Frutti
I frutti sono delle drupe rotonde di colore nero e lucidi, hanno una forte presenza di tannino che gli conferisce un sapore astringente ed amaro per cui sono mangiati solamente dagli uccelli.

### Corteccia
La corteccia piuttosto liscia si separa in piccole lenticelle sparse ed è di colore grigio scuro. Ha la particolarità di emanare un cattivo odore e questa caratteristica viene sottolineata nel nome volgare francese Bois-puant ("legno puzzolente"). 

### Portamento

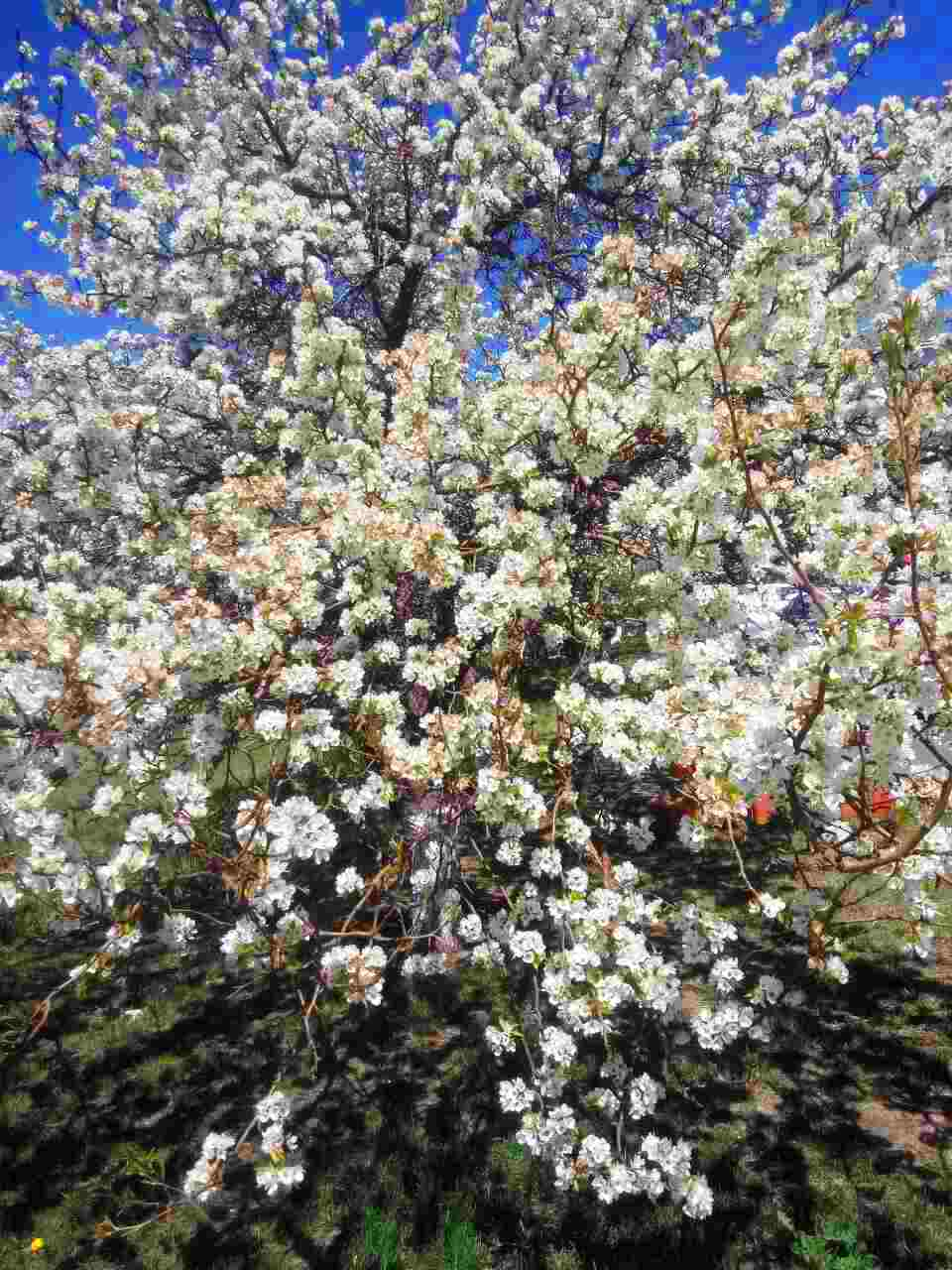
Fiore di ciliegio Buriazia, Russia

Il pado è una pianta non molto alta che arriva massimo fino ai 15 m nella sottospecie P. padus padus, altrimenti non supera i 10 m. Il fusto è molto sottile e le radici profonde emettono numerosi polloni.

## Distribuzione e habitat
La sua presenza si distribuisce in tutta l'Europa eccetto quella mediterranea e nell'Asia centro-settentrionale. In Italia è diffuso soprattutto nelle regioni settentrionali in particolare sulle Alpi dove può raggiungere il limite della vegetazione forestale ma anche nella pianura padana.
 
Si tratta infatti di una pianta capace di sopportare il freddo. Preferisce terreni freschi silicei posti in penombra ed è molto resistente all'acidità del suolo e riesce a vivere anche nei terreni torbosi.

## Usi
Nel Medioevo l'infuso con la sua corteccia veniva utilizzato come tonico sedativo per il mal di stomaco e ritenuto utile per prevenire la peste.